# La testa del serpente
La testa del serpente (El clan de los inmorales) è un film del 1974, scritto e diretto da José Gutiérrez Maesso.

## Trama
Una famiglia mafiosa, guidata da Jose Ferrer esperto del gioco d'azzardo. Quando uno dei sicari della famiglia non riesce a soddisfare le sue aspettative, Ferrer ne ordina l'esecuzione.